# Hassan Akesbi
Hassan Akesbi (àrab: حسن أقصبي)  (Tànger, 5 de desembre de 1934 - 9 de novembre de 2024) va ser un futbolista marroquí de la dècada de 1960 i entrenador de futbol. Fou internacional amb la selecció del Marroc. Pel que fa a clubs, destacà al Nîmes Olympique i l'Stade de Reims.